# Homologia singularna
Homologia singularna – pojęcie odnoszące się do badania pewnego rodzaju algebraicznych niezmienników przestrzeni topologicznych, zwanych grupami homologii singularnej. Homologia singularna jest szczególnym przykładem teorii homologii, których liczba w ciągu ostatniego półwiecza znacząco wzrosła. Ponieważ jest budowana na dość konkretnych fundamentach, jest jedną z mniej abstrakcyjnych i prostszych do zrozumienia teorii homologii.
W skrócie, konstrukcja homologii singularnych polega na rozpatrywaniu przekształceń ze standardowego n-sympleksu w daną przestrzeń topologiczną {\displaystyle X.} Przekształcenia te łączymy w formalne sumy, otrzymując dla każdego {\displaystyle n\geqslant 0} wolną grupę abelową. Grupy te są połączone operatorami brzegu, a całość tworzy kompleks łańcuchowy. Grupy homologii singularnych to po prostu grupy homologii tego kompleksu łańcuchowego. Dla homotopijnie równoważnych przestrzeni otrzymujemy izomorficzne grupy, co pozwala patrzeć na nie jak na pewnego rodzaju algebraiczne niezmienniki, przyporządkowane klasom homotopijnej równoważności przestrzeni. Ponieważ konstrukcję tę można przeprowadzić dla dowolnych przestrzeni topologicznych, a ciągłe przekształcenia między przestrzeniami indukują morfizmy grup homologii tych przestrzeni, homologie singularne można wyrazić w terminach teorii kategorii jako funktor z kategorii przestrzeni topologicznych do kategorii grup abelowych z gradacją.

## Kompleks łańcuchów singularnych
Ustalmy przestrzeń topologiczną {\displaystyle X.} Singularnym n-sympleksem w przestrzeni {\displaystyle X} nazywamy dowolne ciągłe przekształcenie {\displaystyle \sigma \colon \Delta ^{n}\to X} ze standardowego n-sympleksu w przestrzeń {\displaystyle X.} Przekształcenie nie musi być różnowartościowe i jego obraz nie musi wcale wyglądać jak sympleks – może mieć różnorakie „osobliwości” (ang. singularities), skąd nazwa.
Niech dla każdego {\displaystyle n\geqslant 0,} {\displaystyle C_{n}(X)} będzie wolną grupą abelową generowaną przez zbiór {\displaystyle S_{n}(X)} wszystkich singularnych n-sympleksów w przestrzeni {\displaystyle X,} tj. grupą wszystkich skończonych formalnych sum postaci
{\displaystyle \sum _{i}n_{i}\sigma _{i}}
dla {\displaystyle n_{i}\in \mathbb {Z} ,\sigma _{i}\in S_{n}(X).} Nazywamy tę grupę grupą n-wymiarowych łańcuchów singularnych w przestrzeni X. Określmy dla {\displaystyle n>0} operator brzegu {\displaystyle \partial _{n}\colon C_{n}(X)\to C_{n-1},} zadany na generatorach {\displaystyle C_{n}(X)} wzorem:
{\displaystyle \partial _{n}(\sigma )=\sum _{i=0}^{n}(-1)^{i}\sigma |[v_{0},v_{1},\dots ,v_{i-1},v_{i+1},\dots ,v_{n}],}
gdzie {\displaystyle [v_{0},v_{1},\dots ,v_{n}]} oznacza sympleks rozpięty na wierzchołkach {\displaystyle v_{0},v_{1},\dots ,v_{n}.} Wzór ten oznacza, że obrazem singularnego n-sympleksu jest suma singularnych (n-1)-sympleksów będących obcięciami n-sympleksu do jego ścian, ze współczynnikami równymi naprzemiennie 1 i −1.
Proste przekształcenia algebraiczne pozwalają stwierdzić, że {\displaystyle \partial _{n-1}\partial _{n}=0,} zatem grupy łańcuchów wraz z operatorami brzegu tworzą kompleks łańcuchowy, zwany kompleksem singularnym.

## Grupy homologii singularnych
Mając ustaloną przestrzeń {\displaystyle \mathrm {X} ,} możemy określić grupy homologii singularnych {\displaystyle H_{n}(X)} jako grupy homologii stowarzyszone z kompleksem singularnym.
Dla przykładu, biorąc za {\displaystyle \mathrm {X} } przestrzeń jednopunktową {\displaystyle \{x_{0}\},} zauważamy, że dla każdego {\displaystyle n\geqslant 0} istnieje dokładnie jeden n-sympleks singularny w {\displaystyle \mathrm {X} .} W związku z tym, grupy łańcuchów {\displaystyle C_{n}(X)} są izomorficzne z {\displaystyle \mathbb {Z} } i generowane przez ten jedyny sympleks. Operator brzegu {\displaystyle \partial _{n}\colon C_{n}(X)\to C_{n-1}(X)} w zależności od parzystości {\displaystyle n} przeprowadza generator na 0 lub na generator {\displaystyle C_{n-1}(X),} gdyż w formalnej sumie będącej efektem zastosowania operatora brzegu wszystkie (n-1)-sympleksy są identyczne, a 1 i −1 się redukują, pozostawiając jeden wyraz albo nic.
Mamy zatem następujący kompleks łańcuchowy:
{\displaystyle \ldots \,\xrightarrow {\simeq } \,\mathbb {Z} \,\xrightarrow {0} \,\mathbb {Z} \,\xrightarrow {\simeq } \,\mathbb {Z} \,\xrightarrow {0} \,\mathbb {Z} \,\xrightarrow {\simeq } \,\mathbb {Z} \,\xrightarrow {0} \,\mathbb {Z} \,\xrightarrow {0} \,0.}
Widać natychmiast, że homologie tego kompleksu są równe {\displaystyle H_{n}(X)=0} dla {\displaystyle n>0} i {\displaystyle H_{0}(X)=\mathbb {Z} .}

## Indukowane morfizmy
Mając dane przekształcenie {\displaystyle f\colon X\to Y} możemy określić przekształcenia {\displaystyle f_{\bullet }\colon C(X)\to C(Y)} wzorem
{\displaystyle f_{n}(\sigma )=f\sigma .}
Łatwo zauważyć, że {\displaystyle f_{\bullet }=(f_{n})_{n\in \mathbb {N} }} jest przekształceniem łańcuchowym, tzn. zachodzi równość:
{\displaystyle \partial _{n}f_{n}=f_{n-1}\partial _{n}.}
Wynika z tego, że {\displaystyle f_{n}} przeprowadza cykle na cykle i brzegi na brzegi, zatem indukuje homomorfizm na poziomie grup homologii {\displaystyle f_{n}\colon H_{n}(X)\to H_{n}(Y).}
Morfizmy indukowane są użytecznym narzędziem w badaniu przestrzeni i przekształceń pomiędzy nimi. Umożliwia to podstawowa własność morfizmów indukowanych: homotopijne przekształcenia indukują ten sam morfizm na grupach homologii. Razem z innymi własnościami, takimi jak:
{\displaystyle (fg)_{\bullet }=f_{\bullet }g_{\bullet }}
{\displaystyle \mathrm {id} _{\bullet }=\mathrm {id} }
pozwala to na zauważenie, że homotopijnie równoważne przestrzenie muszą mieć izomorficzne grupy homologii. Istotnie, dla przestrzeni {\displaystyle X,Y} i przekształceń {\displaystyle f\colon X\to Y,g\colon Y\to X,} takich że {\displaystyle fg\simeq \mathrm {id} _{X},gf\simeq \mathrm {id} _{Y},} musimy mieć {\displaystyle (fg)_{\bullet }=f_{\bullet }g_{\bullet }=\mathrm {id} _{\bullet }=\mathrm {id} ,} skąd {\displaystyle f_{n}\colon H_{n}(X)\to H_{n}(Y)} dla każdego {\displaystyle n\geqslant 0} jest izomorfizmem z odwrotnością {\displaystyle g\colon H_{n}(Y)\to H_{n}(X).}
Na przykład grupy homologii kuli w przestrzeni euklidesowej (lub ogólnie, przestrzeni ściągalnych) są zerowe we wszystkich wymiarach poza zerem, gdzie są równe {\displaystyle \mathbb {Z} ,} bo mają typ homotopii punktu.

## Homologie relatywne

### Definicja
Homologie relatywne są użytecznym narzędziem do badania relacji między przestrzenią a jej podprzestrzenią. Dla danej podprzestrzeń {\displaystyle A\subset X,} można określić n-tą grupę relatywnych łańcuchów w {\displaystyle A} względem {\displaystyle X} jako
{\displaystyle C_{n}(X,A)=C_{n}(X)/C_{n}(A).}
Operator brzegu {\displaystyle \partial _{n}\colon C_{n}(X)\to C_{n-1}(X)} przeprowadza łańcuchy zawarte w {\displaystyle A} na łańcuchy zawarte {\displaystyle A,} a więc indukuje operator brzegu {\displaystyle \partial '_{n}\colon C_{n}(X,A)\to C_{n-1}(X,A).} Zależność {\displaystyle \partial '_{n-1}\partial '_{n}=0} jest prawdziwa, bo była prawdziwa przed przejściem do operatorów indukowanych. Grupy łańcuchów relatywnych tworzą więc kompleks łańcuchowy, a jego homologie zapisuje się jako {\displaystyle H_{n}(X,A)} i nazywa się je homologiami X względem A.
Następujący krótki ciąg dokładny kompleksów łańcuchowych:
{\displaystyle 0\to C_{n}(A)\to C_{n}(X)\to C_{n}(X,A)\to 0}
można na podstawie lematu o wężu wyprostować do długiego ciągu dokładnego homologii relatywnych:
{\displaystyle \ldots \to H_{n+1}(X,A)\xrightarrow {\partial } H_{n}(A)\to H_{n}(X)\to H_{n}(X,A)\xrightarrow {\partial } H_{n-1}(A)\to \dots ,}
gdzie {\displaystyle \partial } to naturalne przekształcenia uzyskane z lematu o wężu.

### Własność wycinania
Fundamentalną własnością relatywnych grup homologii jest możliwość wycinania: jeżeli zbiór {\displaystyle Z} jest zawarty dostatecznie „głęboko” wewnątrz {\displaystyle A,} to możemy go „wyciąć”, nie zmieniając relatywnych grup homologii.
Bardziej formalnie, jeżeli {\displaystyle Z} jest takim zbiorem, że jego domknięcie jest zawarte we wnętrzu {\displaystyle A,} to włożenie {\displaystyle (X-Z,A-Z)\to (X,A)} indukuje izomorfizm grup homologii relatywnych: {\displaystyle H_{n}(X-Z,A-Z)\simeq H_{n}(X,A).} Równoważnie, jeżeli wnętrza podprzestrzeni {\displaystyle A,B\subset X} pokrywają {\displaystyle X} (tzn. {\displaystyle {\textrm {int}}A\cup {\textrm {int}}B=X}), to włożenie {\displaystyle (B,A\cap B)\to (X,A)} indukuje izomorfizm {\displaystyle H_{n}(B,A\cap B)\simeq H_{n}(X,A).}

## Homologie zredukowane
Definiuje się grupy homologii zredukowanych przestrzeni {\displaystyle X} poprzez uzupełnienie zwykłego kompleksu łańcuchów singularnych o dodatkowy składnik w {\displaystyle \mathbb {Z} } w wymiarze −1:
{\displaystyle \ldots \to C_{2}(X)\xrightarrow {\partial _{2}} C_{1}(X)\xrightarrow {\partial _{1}} C_{0}(X)\xrightarrow {\epsilon } \mathbb {Z} \to 0,}
gdzie {\displaystyle \epsilon (\sum _{i}n_{i}\sigma _{i})=\sum _{i}n_{i}.} Dowodzi się, że tak określone przekształcenie {\displaystyle \epsilon } spełnia tożsamość {\displaystyle \epsilon \partial _{1}=0.} Homologie zredukowane {\displaystyle {\tilde {H}}_{n}(X)} przestrzeni {\displaystyle X} to wtedy po prostu homologie tego kompleksu. Z zależności {\displaystyle \epsilon \partial _{1}=0} wynika, że {\displaystyle \epsilon } indukuje przekształcenie {\displaystyle H_{0}(X)\to \mathbb {Z} } z jądrem {\displaystyle {\tilde {H}}_{0}(X),} skąd {\displaystyle H_{0}(X)\simeq {\tilde {H}}_{0}(X)\oplus \mathbb {Z} .} Oczywiście, {\displaystyle H_{n}(X)={\tilde {H}}_{n}(X)} dla {\displaystyle n>0.}
Analogicznie do zwykłych homologii relatywnych definiuje się zredukowane homologie relatywne. Istnieje również odpowiednik długiego ciągu dokładnego homologii relatywnych dla homologii zredukowanych. Powstaje on poprzez uzupełnienie krótkiego ciągu dokładnego kompleksów łańcuchowych:
{\displaystyle 0\to C_{n}(A)\to C_{n}(X)\to C_{n}(X,A)\to 0}
o dodatkowy ciąg dokładny w wymiarze −1:
{\displaystyle 0\to \mathbb {Z} {\xrightarrow {\textrm {id}}}\mathbb {Z} \to 0\to 0.}
W szczególności, oznacza to, że {\displaystyle H_{n}(X,A)\simeq {\tilde {H}}_{n}(X,A),} o ile {\displaystyle A\neq \emptyset .}
Zapisując długi ciąg dokładny zredukowanych homologii relatywnych dla pary {\displaystyle (X,x_{0}),} gdzie {\displaystyle x_{0}\in X} jest dowolnym punktem {\displaystyle X,} otrzymujemy:
{\displaystyle \ldots \to {\tilde {H}}_{n+1}(X,x_{0})\xrightarrow {\partial } {\tilde {H}}_{n}(x_{0})\to {\tilde {H}}_{n}(X)\to {\tilde {H}}_{n}(X,x_{0})\xrightarrow {\partial } {\tilde {H}}_{n-1}(x_{0})\to \ldots }
otrzymujemy izomorfizm {\displaystyle {\tilde {H}}_{n}(X)\simeq {\tilde {H}}_{n}(X,x_{0})=H_{n}(X,x_{0})} dla każdego {\displaystyle n,} ponieważ {\displaystyle {\tilde {H}}_{n}(x_{0})=0} dla każdego {\displaystyle n.}